# Jablonné nad Orlicí (nádraží)
Jablonné nad Orlicí je železniční stanice v jižní části města Jablonné nad Orlicí v okrese Ústí nad Orlicí v Pardubickém kraji nedaleko řeky Tichá Orlice. Leží na jednokolejné elektrizované trati Ústí nad Orlicí – Międzylesie (3 kV DC).

## Historie
Stanice byla otevřena 15. října 1875 společností Rakouská severozápadní dráha (ÖNWB) na trati z Letohradu, kam ÖNWB zprovoznila svou trať z Hradce Králové 10. ledna 1874, do Lichkova a dále přes hranici do Pruska. Předtím 10. října 1875 byla dokončena spojka na nové nádraží v Ústí nad Orlicí ležící na trati mezi Prahou a Olomoucí. Autorem univerzalizované podoby stanic pro celou dráhu byl architekt Carl Schlimp. Trasa byla výsledkem snahy o propojení železniční sítě ÖNWB severovýchodním směrem.
Po zestátnění ÖNWB v roce 1908 pak obsluhovala stanici jedna společnost, Císařsko-královské státní dráhy (kkStB), po roce 1918 pak správu přebraly Československé státní dráhy. Elektrická trakční soustava zde byla zprovozněna v roce 2008, troleje byly prodlouženy dále na Lichkov a státní hranici s Polskem. V červnu 2023 byla nádražní budova opravena.

## Dřívější názvy[4]
- 1874–1918 Gabel
- 1918–1921 Jablonné (Gabel)
- 1921–1939 Jablonné nad Orlicí
- 1939–1945 Gabel (Adler) / Jablonné nad Orlicí
- 1945–dosud Jablonné nad Orlicí

## Popis
Nachází se zde jedno poloostrovní nekryté nástupiště, k příchodu k vlakům slouží přechod přes kolej.

## Provoz osobní dopravy
Vlaky a stanice jsou integrovaný v dopravním systému IREDO. Osobní vlaky provozuje dopravce Leo Express Tenders, rychlíky ČD (od 15. 12. 2024). Ve stanici zastavují rychlíky „Baltic express“ Praha hlavní nádraží - Gdynia Główna (od 15. 12. 2024)[zdroj?] a osobní vlaky ve směrech Česká Třebová, Dolní Lipka, Hanušovice, Králíky, Letohrad, Lichkov, Mlýnický Dvůr, Moravský Karlov, Praha hlavní nádraží a Ústí nad Orlicí.